# Detlev Gross

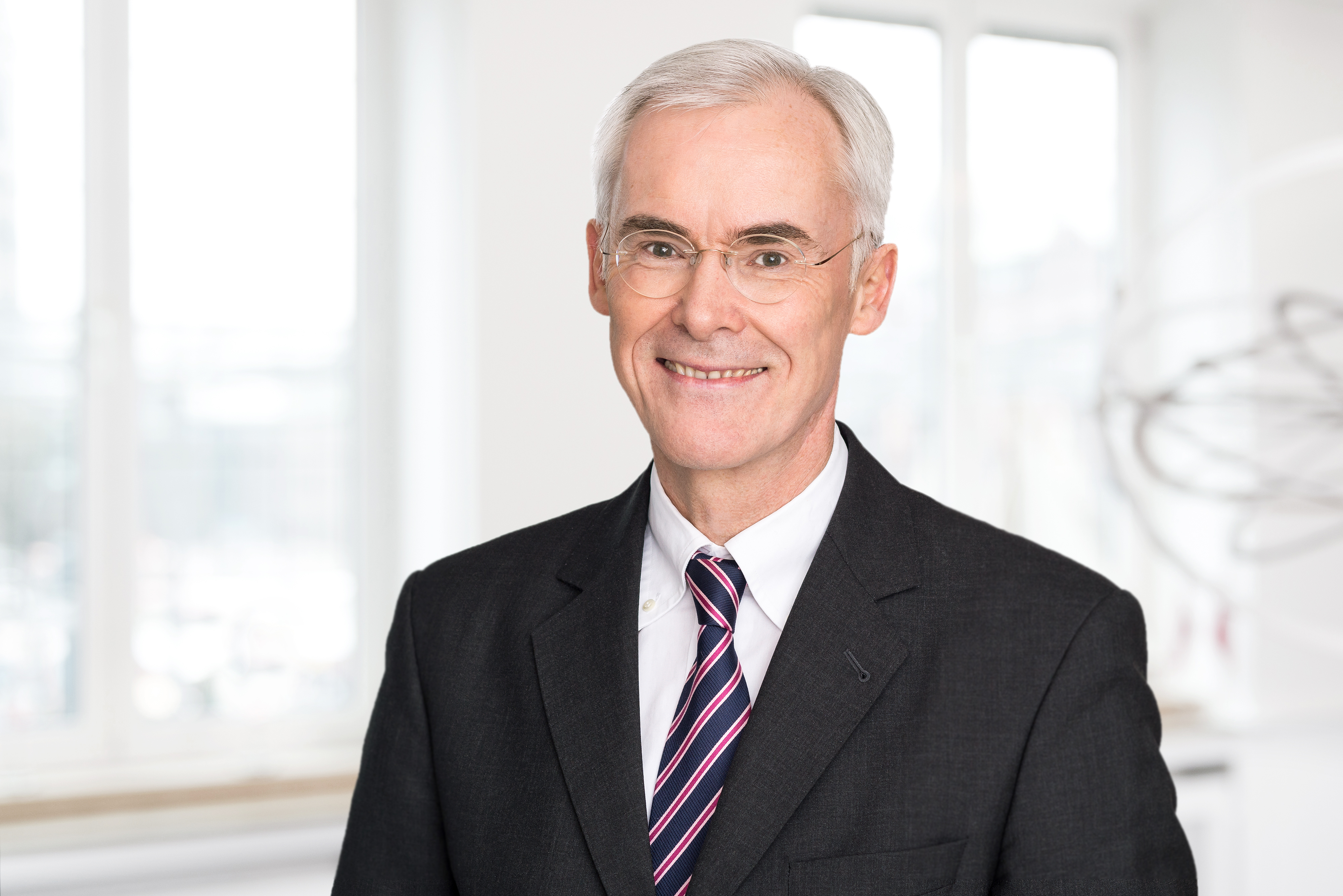

Detlev G. Gross (geboren 11. Juni 1957 in Bremen) ist ein deutscher Jurist, Fachanwalt für Handels- und Gesellschaftsrecht, Fachanwalt für internationales Wirtschaftsrecht sowie Sachbuchautor.

## Biografie

### Familie und Ausbildung
Gross ist das einzige Kind des Arztes Jobst-Heinrich Gross und seiner Ehefrau Sigrid Gross, geb. Janssen. Er besuchte von 1964 bis 1968 die Grundschule an der Freiligrathstraße in Bremen und dann bis zum Abitur (1976) das Hermann-Böse-Gymnasium.
Nach seinem Grundwehrdienst studierte er ab 1977 Rechtswissenschaften an der Universität Erlangen-Nürnberg. 1978/79 absolvierte er Praktika bei der Deutschen Bank in Bremen, bei The Northern Assurance Company und bei Rechtsanwalt Felix Jaschek in Bremen. 1979/80 studierte er französische Sprache und Kultur an der Universität von Paris I (Sorbonne). Er studierte 1980/81 weiter Rechtswissenschaften an der Universität Göttingen. 1981 besuchte er den Summer Course in Modern English Law in London. 1983 folgte die Erste juristische Staatsprüfung in Göttingen. Nach dem Referendariat in Hamburg, New York (Alexander & Green) sowie Speyer (Hochschule für Verwaltungswissenschaften) folgte 1987 die Zweite juristische Staatsprüfung.
Als Referendar schrieb er an seiner Dissertation und wurde 1986 zum Dr. jur. an der Universität Göttingen promoviert.
1987/88 erwarb er den Master of Law (LL.M.) an der University of Cambridge (College Clare Hall).
Gross ist verheiratet mit Andrea Gross, geb. Elmenhorst, und hat drei Töchter.

### Anwalt und Autor
1987 wurde Gross als Rechtsanwalt zugelassen. Er ist im Anwaltsbüro Dr. Schackow & Partner Rechtsanwälte PartGmbB, Bremen tätig, ab 1994 als Gesellschafter. 2001 erfolgte seine Zulassung als Notar in Bremen, 2006 die Zulassung zum Fachanwalt für Handels- und Gesellschaftsrecht und 2014 die Zulassung zum Fachanwalt für Internationales Wirtschaftsrecht. Er ist in verschiedenen nicht nur örtlichen Fachausschüssen vertreten. Er ist auch im Beirat verschiedener Unternehmen tätig.
Gross schrieb insbesondere zu bremischen Themen eine Reihe von Büchern und Veröffentlichungen.

### Mitgliedschaften / Ehrenämter
- Oxford and Cambridge Club, London (1988)
- Diakon (1989) und Alt-Diakon (2002) der St. Petri Domgemeinde Bremen und u. a. Senior, zeitweise Kirchenvorstand, Kirchentagsdelegierter und Mitglied des Konvents (seit 1989)[9]
- 1993: Ehrenritter des Johanniterordens[1] (Orden St. Johannis vom Spital zu Jerusalem)[10]
- Rotary Club Bremen-Roland (Präsident 2003/2004)[11]
- Bürgerparkverein Bremen (Vorsitzender des Ausschusses)[12]
- Stiftung Bremer Dom e. V. (Vorsitzender)[13]
- St. Annen-Bruderschaft Bremen (2001)[14]
- Internationales Kulturforum Theater Bremen, Mitgründer und stellv. Vorsitzender (2007/15)[15]
- Verwaltungsrat der Versorgungskasse für die Pfarrer und Kirchenbeamten der Bremischen Evangelischen Kirche (2005) und Vorsitzender des Verwaltungsrates (2007)
- Arbeitskreis selbstständiger Unternehmer
- Gesellschaftsrechtliche Vereinigung
- Deutsch-Britische Juristenvereinigung

## Werke
- Die Anknüpfung des Versicherungsvertrages im Internationalen Privatrecht in rechtsvergleichender Sicht. Dissertation, 1986.
- Hg.: Gedichte von Admiral Brommy. Hauschildt, Bremen 1994.
- mit Albrecht Eckhardt: Brommy und Brake. Isensee Vertrag Oldenburg 1998.
- mit Peter Ulrich: Bremer Häuser erzählen Geschichte. 1. Band, Döll Edition, Bremen 1998, ISBN 3-936289-30-1.
- mit Peter Ulrich: Bremer Häuser erzählen Geschichte. 2. Band, Döll Edition, Bremen 2001, ISBN 3-936289-31-X.
- Hg.: mit Ingrid Weibezahn, Schätze aus dem Bremer St. Petri Dom – Führer durch das Dom-Museum, Band 1. der Schriftenreihe der Stiftung Bremer Dom e. V., Edition Temmen, Bremen 2005
- Hg.: Pastoren in Bremen: Lebensbilder aus dem 19. und 20. Jahrhundert. Band 2 der Schriftenreihe der Stiftung Bremer Dom e. V., Edition Temmen, Bremen 2007, ISBN 3-86108-596-8.
- An der Weser, Unterweser...: Erinnerungen an eine alteingesessene Familie. Bremen, der Museumsverlag 2016, ISBN 978-3-9814478-2-8.
- sowie regelmäßige juristische Veröffentlichungen, u. a. in der NJW, RIW, DStR, DB, SchiedsVZ, JuS und JA.